# The Child in Time
Pour plus de détails, voir Fiche technique et Distribution.
The Child in Time est un téléfilm britannique réalisé par Julian Farino, diffusé en 2017.

## Synopsis
Un auteur de livres pour enfants est confronté à la disparition de sa fille unique.

## Distribution
- Benedict Cumberbatch (VF : Pierre Tissot) : Stephen Lewis
- Kelly Macdonald (VFB : Séverine Cayron) : Julie
- Stephen Campbell Moore (VFB : Philippe Allard) : Charles
- Saskia Reeves (VFB : Fanny Marcq) : Thelma
- John Hopkins : secrétaire

## Diffusion et accueil

### Réception critique
Sur l'agrégateur de critiques Rotten Tomatoes, le téléfilm détient une cote d'approbation de 81% sur la base de 21 critiques et une note moyenne de 7,2 / 10. Le consensus critique du site dit que « The Child in Time résiste habilement au mélodrame, faisant confiance aux détails les plus fins de son histoire - et aux acteurs qui les donnent vie - pour atterrir avec un impact dévastateur et lent ». Sur le site Metacritic, le téléfilm a un score moyen pondéré de 83 sur 100, basé sur 5 critiques, avec la mention « acclamation universelle ».